# Datenautobahn
Der Begriff Datenautobahn (auch: Datenhighway, gelegentlich auch: Infobahn) ist eine besonders in der zweiten Hälfte der 1990er Jahre vielfach verwendete Metapher für das Internet. Es ist eine etwas freie Übersetzung des englischen Ausdrucks Information Highway (auch: Information Superhighway), der als solcher auch im deutschsprachigen Raum als Variante für Datenautobahn benutzt wird.

## Ursprung
Der Begriff wurde im US-amerikanischen Regierungsprogramm „High Performance Computing and Communications“ im Wahlkampf und in der Regierung Clinton etwa September 1993 von Al Gore geprägt und bezeichnete ein diskutiertes Leitbild für eine entweder nationale („National Information Infrastructure“) oder globale („Global Information Infrastructure“) und umfassende Informations-Infrastruktur. Der Ausdruck information highway bezog sich anfänglich also auf ein weiteres Hochgeschwindigkeitsnetz, wobei aber nicht der rein technische Aspekt im Vordergrund stand, sondern der Inhalt der vermittelten Informationen. Die Idee selbst geht jedoch auf das bereits 1991 diskutierte „National Research and Education Network“ zurück, welches das überalterte NFSNET ablösen sollte.
In Anlehnung an die Erschließung des Westens („Go West“) durch die Pioniere des vorangegangenen Jahrhunderts proklamierten Clinton und Gore das Äquivalent für das Informationszeitalter des 21. Jahrhunderts: Im Rahmen einer anwendungsorientierten Technologieinitiative wurde mit dem Aufbau der „National Information Infrastructure“ begonnen; direkt beim Weißen Haus in Washington wurde beispielsweise die „National Information Infrastructure Task Force“ angesiedelt. Das mit hochrangigen US-amerikanischen Politikern besetzte Gremium verdeutlicht den Stellenwert, der dem schnellstmöglichen Aufbau einer landesweiten Informationsinfrastruktur auf politischer Ebene beigemessen wurde. Diese Infrastrukturen wurden – trotz erheblicher Anschubinvestitionen – jedoch nie umgesetzt, da das Internet einen Großteil der projektierten Funktionalität bereits längst erfüllte.

## Der Begriff im deutschsprachigen Raum
Inhaltlich bedeutete Information Highway dasselbe, was in der Bundesrepublik bereits seit den 1970er Jahren gedacht war: ein integriertes, breitbandiges Universalnetz mit Funktionen wie der Vernetzung aller Schulen und Bibliotheken sowie – später – von Diensten wie dem kommerziellen Vertrieb digitaler Videos (Video-on-Demand), Interaktives Fernsehen, Teleshopping und Videokonferenz über IP.
In Deutschland wurde unter Verwendung des Begriffs Datenautobahn (auch salopp: Infobahn) eine Folgediskussion geführt. Angetrieben durch die Berichterstattung in den Medien nahm die Präsenz von Begriffen wie Information Superhighway, Datenautobahn und Multimedia auch im deutschen Sprachraum ab etwa 1994 kontinuierlich zu. Spätestens seit dem Jahreswechsel 1994/95 dominierten die Themenkomplexe globale Vernetzung und Multimedia die Berichterstattung der Computerfachzeitschriften. Ab 1995 bestimmten diese auch den Inhalt populärer Computerzeitschriften, riefen eine Flut von publizistischen Neugründungen hervor und erreichten schließlich auch das Buchangebot etablierter Verlage.
Die Fachmessen CeBit 1995 und 1996 sowie die CeBit Home 1996 waren ebenfalls geprägt von Trends rund um weltweite Netze und Multimedia. Schließlich griff auch die konventionelle Presse den Trend auf. So veröffentlichte der „Spiegel“ beispielsweise im März 1996 ein „Spiegel Special“ mit dem Titel „Die Multimedia-Zukunft“; die Ausgabe vom 11. März 1996 stand unter dem Motto „Die Welt online. D@s Netz“ und berichtete ausführlich über das Internet. Selbst regionale Tageszeitungen wie der „Berliner Tagesspiegel“ richteten Rubriken ein, die sich ausschließlich mit der neuen Technologie beschäftigten („Interaktiv“). Online-Dienste und Internet fanden so ihren festen Platz im Bewusstsein der Öffentlichkeit. Der Begriff Datenautobahn hatte jedoch mittlerweile durch den inflationären Gebrauch des Wortes in den Medien und mit dem vorwiegend alleinigen Bezug auf die Technik endgültig seinen ursprünglichen und hauptsächlichen Bezug auf die Bildungsinhalte verloren; so sprach die Deutsche Telekom beispielsweise bereits in ihrem Katalog 94/95 von dem Produkt „Datenautobahn ISDN“.
Die Vision des „Information Highways“ bot nur ein Leitbild, über die konkrete Umsetzung herrschte jedoch Uneinigkeit; beispielsweise wurde über die notwendigen technischen Voraussetzungen der „Datenautobahn“ viel spekuliert, verbindliche Festlegungen gab es jedoch nicht. Weitgehend unklar war auch, wie die erheblichen finanziellen Investitionen zum Aufbau der erforderlichen globalen Infrastrukturen aufgebracht werden sollen. Selbst wenn die Interkontinentalverbindungen und Backbones des „Information Highways“ durch eine Kooperation von staatlichen und privatwirtschaftlichen Finanziers aufgebracht werden könnten, bliebe die Mehrzahl der privaten Haushalte von der „Global Information Infrastructure“ abgeschnitten: Die vorhandenen schmalbandigen Telekommunikationsverbindungen reichen nicht aus, um die geplanten multimedialen Dienste des Universalnetzes wie beispielsweise Video-on-Demand zu transportieren. Große Teile Afrikas und Asiens können derzeit nicht einmal auf ein flächendeckendes Telefonnetz zurückgreifen, von breitbandigen Multimedia-Diensten völlig abgesehen.
Mit dem Begriff Datenautobahn wurde ursprünglich versucht Sicherheit, Zielgerichtetheit, Übersichtlichkeit, Geschwindigkeit und Effektivität mit dem Internet zu verbinden. Der Ausdruck zielt allerdings mehr auf das gedankliche Konzept „Ordnung“ ab statt auf das der „Freiheit“, welches sich auch in der neuen Bedeutung des Wortes Surfen wiederfindet. Der Ausdruck Datenautobahn ist daher vielfach als falsches Bild kritisiert worden und konnte die verbreitete Metapher des „Surfens“ nicht verdrängen.
Dies wird höchstwahrscheinlich auch in Zukunft nicht gelingen, denn der Ausdruck Datenautobahn und seine Synonyme werden im deutschsprachigen Raum heute nur noch wenig gebraucht. So ergab eine Abfrage Anfang März 2010 im Onlinearchiv der österreichischen Tageszeitung „Die Presse“ für den gesamten Zeitraum von 1. Januar 2001 bis 28. Februar 2010 lediglich 21 Treffer für Datenautobahn und 24 Treffer für Datenhighway. Dabei sind beide Ausdrücke hauptsächlich als konnotationsfreie Synonyme für Internet zu verstehen. Als Nebenbedeutungen der beiden Wörter erscheinen fast ausschließlich „Breitband“ und „hohe Geschwindigkeit“. Zur selben Zeit ergab eine Abfrage im Onlinearchiv der „Frankfurter Rundschau“ für den Zeitraum 1. Januar 2005 bis 28. Februar 2010 für das Suchwort Datenautobahn 23 Treffer, für den Suchbegriff Datenhighway wurden keine Treffer gefunden. Bei gleichen Abfragemodalitäten wurden für den Ausdruck Information Highway von der „Presse“ 14 und von der „Frankfurter Rundschau“ wiederum 0 Ergebnisse ausgegeben.
Dass die Metapher Datenautobahn ein Phänomen der Frühzeit des Internets in den 1990er Jahren war, beweist auch eine entsprechende Auswertung von Print-Artikeln, die im deutschen Nachrichtenmagazin „Der Spiegel“ erschienen sind. 1993 taucht der Begriff dort zum ersten Mal auf, hat einen Höhepunkt im Jahr 1995 und ist seit 2001 kaum noch nachweisbar.
Ein Beispiel für den Gebrauch des Sprachbildes der Autobahn ist eine Aussage des österreichischen Bundeskanzlers Franz Vranitzky in einer Parlamentssitzung:

„Wenn wir über die Zukunft unseres Landes reden, kommen wir auch nicht darum herum festzustellen, daß es fast täglich neue Vollzugsmeldungen von den Baustellen der Informationsautobahn, der Datenautobahn gibt. Nicht alles, was angeboten wird, hat auch schon Autobahncharakter. Es werden verschiedenste Netze nach Standard, nach Größe gebaut, umgebaut und so weiter, und all das lädt zum Befahren ein. Wir müssen, um nicht die Vorteile und Vorzüge dieser modernen Technik und Technologie zu versäumen, uns damit befassen …“